# Granny
《Granny》是由開發和發行的獨立生存恐怖電子遊戲，為《蘭德里納河》（Slendrina）系列的衍生作。該遊戲含有解謎的要素，玩家控制著一個未知名的角色(有人說是亞歷山大），必須在五天內利用房子中的線索解決難題，才能從一個充滿陷阱的房子中逃脫，否則就會被恐怖奶奶「解決」，同時避免還得遭受「恐怖奶奶（Granny）」的一擊斃命。在故事設定中，《蘭德里納河》的女鬼是恐怖奶奶的孫女。
該遊戲2017年11月24日在Android平台上首度推出，供大眾免費遊玩，並獲得了極大的關注，下載量已超過了1億次。續作於2019年9月6日推出，Granny和Grandpa將同時追逐玩家，續作《Granny 3》於2021年6月3日推出，Granny、Grandpa和Slendrina將同時追逐玩家，使遊戲變得更加困難。不過現今此遊戲系列的熱度逐漸變低，原因可能是由系列更新不頻繁所導致的，且玩家們期待的《Granny4》也遲遲不推出，導致粉絲們的不滿。
2022年5月24日，《Granny》从Steam下架。2023年6月26日重新上架。

## 外部連結
- （英文）Granny （页面存档备份，存于） - 官方网站
- Granny （页面存档备份，存于） - Google Play 應用程式
- Granny （页面存档备份，存于） - App Store
- Granny （页面存档备份，存于） - Steam
- Granny （页面存档备份，存于） - Google Chrome
- Granny （页面存档备份，存于） - Granny Web